# أويوما سوتيماتسو
الأميرة أوياما سوتيماتسو (04 فبراير 1860 - 18 فبراير 1919)، ولدت باسم ياماكاوا ساكيكو (山川 咲子)، كانت من الشخصيات الاجتماعية اليابانية في عصر ميجي، وأول امرأة يابانية تحصل على شهادة جامعية. ولدت في أسرة ساموراي تقليدية دعمت شوغونية توكوغاوا خلال حرب بوشين. عندما كانت طفلة، نجت من الحصار الذي استمر لمدة شهر والمعروف باسم معركة أيزو في عام 1868، وعاشت لفترة وجيزة كلاجئة.
كانت ياماكاوا واحدة من خمس فتيات تم اختيارهن لمرافقة بعثة إيواكورا إلى أمريكا عام 1871، حيث قضت عشر سنوات في تلقي التعليم الأمريكي. في ذلك الوقت تم تغيير اسمها إلى ياماكاوا سوتيماتسو (山川 捨松)، أو، عندما كتبت باللغة الإنجليزية، ستيماتز ياماكاوا. عاشت ياماكاوا في منزل ليونارد بيكون في نيو هافن، كونيتيكت، وأصبحت قريبة بشكل خاص من ابنته الصغرى أليس مابل بيكون. تعلمت اللغة الإنجليزية وتخرجت من مدرسة هيلهاوس الثانوية، ثم التحقت بكلية فاسار، أول طالبة غير بيضاء في تلك الجامعة النسائية الناشئة. تخرجت مع دفعة كلية فاسار عام 1882، وحصلت على درجة البكالوريوس. بعد تخرجها بقيت بضعة أشهر أخرى لدراسة التمريض، وعادت أخيرًا إلى اليابان في أكتوبر عام 1882.
عندما عادت لأول مرة إلى اليابان، بحثت ياماكاوا عن عمل تعليمي أو حكومي، لكن خياراتها كانت محدودة، خاصة لأنها لم تكن تستطيع قراءة أو كتابة اللغة اليابانية. في أبريل 1882 قبلت عرض زواج من أوياما إيواو، وهو جنرال ثري وذو مكانة، على الرغم من حقيقة أنه قاتل في الجانب المعارض في معركة أيزو. مع ترقية زوجها تمت ترقيتها إلى أن أصبحت كونتيسة، ثم ماركيزة، وأخيراً الأميرة أوياما في عام 1905. كانت شخصية بارزة في مجتمع روكوميكان، حيث كانت تقدم المشورة للإمبراطورة بشأن العادات الغربية. كما استخدمت مكانتها الاجتماعية كمحسنة للدفاع عن تعليم المرأة والتمريض التطوعي. ساعدت في تأسيس مدرسة النبلاء للسيدات رفيعات المستوى، ومدرسة اللغة الإنجليزية النسائية، والتي أصبحت فيما بعد جامعة تسودا. توفيت في عام 1919 عندما وصل جائحة الإنفلونزا عام 1918 إلى طوكيو.

## نشأتها
ولدت ياماكاوا ساكيكو في 24 فبراير 1860 في أيزو، وهي منطقة معزولة وجبلية في ما يُعرف الآن بمقاطعة فوكوشيما. كان والدها شيجيكاتا (重固)، كارو (كبير الخدم) لعائلة هوشينا التي حكمت مقاطعة أيزو، وكانت والدتها توي من عائلة كارو أخرى، وهي سايغو (西郷). كانت ياماكاوا أصغر أبنائهما، وُلدت بعد بضعة أشهر من وفاة والدها؛ ونشأت في منزل جدها شيجيفوسا. من بين أطفال والديها الاثني عشر، نجا سبعة. كان لدى ياماكاوا ثلاث شقيقات، فوتابا (二葉، 1844-1909)، وميساو، وتوكيوا؛ وشقيقان، هيروشي (浩، 1845–1898) وكينجيرو (健次郎، 1854–1931).